# Wilde Weißeritz
La Wilde Weißeritz est une rivière allemande d'une longueur de 52,5 km qui coule dans le land de la Saxe. Elle est un affluent de la Weisseritz dans le bassin de l'Elbe.